# FA Vase
Le Football Association Challenge Vase, appelé le FA Vase, est une compétition de football à élimination directe anglaise fondée en 1974, réservée aux clubs amateurs évoluant au neuvième et dixième niveau.
Il ne faut pas confondre cette compétition avec la FA Cup, qui accepte les clubs professionnels, ni avec la FA Trophy, réservée aux clubs semi-professionnels (niveaux 5 à 8).

## Organisation
Cette compétition est réservée aux clubs amateurs évoluant au 9e et 10e niveaux et organisée sur 2 tours de qualification et 9 tours de phase finale :
- Niveau 9 : 20x16 = 320 équipes.
- Niveau 10 : 20x17 = 340 équipes.

Le nombre d'équipes varie selon les éditions car certaines équipes ne prennent pas part à la compétition.

## Palmarès
À l'origine, si les équipes ne se sont pas départagées, un match replay est joué. Depuis les années 1990, cette règle est supprimée; si nécessaire, une prolongation a lieu (*) voire une séance de tirs au but.
| Saison  | Vainqueur            | Score | Finaliste                | Stade             |
| ------- | -------------------- | ----- | ------------------------ | ----------------- |
| 1974-75 | Hoddesdon Town       | 2–1   | Epsom & Ewell            | Wembley (ancien)  |
| 1975-76 | Billericay Town      | 1–0 * | Stamford                 | Wembley (ancien)  |
| 1976-77 | Billericay Town      | 1–1 * | Sheffield                | Wembley (ancien)  |
| 1976-77 | Billericay Town      | 2–1   | Sheffield                | City Ground       |
| 1977-78 | Blue Star            | 2–1   | Barton Rovers            | Wembley (ancien)  |
| 1978-79 | Billericay Town      | 4–1   | Almondsbury Greenway     | Wembley (ancien)  |
| 1979-80 | Stamford             | 2–0   | Guisborough Town         | Wembley (ancien)  |
| 1980-81 | Whickham             | 3–2 * | Willenhall Town          | Wembley (ancien)  |
| 1981-82 | Forest Green Rovers  | 3–0   | Rainworth Miners Welfare | Wembley (ancien)  |
| 1982-83 | VS Rugby             | 1–0   | Halesowen Town           | Wembley (ancien)  |
| 1983-84 | Stansted             | 3–2   | Stamford                 | Wembley (ancien)  |
| 1984-85 | Halesowen Town       | 3–1   | Fleetwood Town           | Wembley (ancien)  |
| 1985-86 | Halesowen Town       | 3–0   | Southall                 | Wembley (ancien)  |
| 1986-87 | St Helens Town       | 3–2   | Warrington Town          | Wembley (ancien)  |
| 1987-88 | Colne Dynamoes       | 1–0 * | Emley                    | Wembley (ancien)  |
| 1988-89 | Tamworth             | 1–1 * | Sudbury Town             | Wembley (ancien)  |
| 1988-89 | Tamworth             | 3–0   | Sudbury Town             | London Road       |
| 1989-90 | Yeading              | 0–0 * | Bridlington Town         | Wembley (ancien)  |
| 1989-90 | Yeading              | 1–0 * | Bridlington Town         | Elland Road       |
| 1990-91 | Guiseley             | 4–4 * | Gresley Rovers           | Wembley (ancien)  |
| 1990-91 | Guiseley             | 3–1   | Gresley Rovers           | Bramall Lane      |
| 1991-92 | Wimborne Town        | 5–3   | Guiseley                 | Wembley (ancien)  |
| 1992-93 | Bridlington Town     | 1–0   | Tiverton Town            | Wembley (ancien)  |
| 1993-94 | Diss Town            | 2–1 * | Taunton Town             | Wembley (ancien)  |
| 1994-95 | Arlesey Town         | 2–1   | Oxford City              | Wembley (ancien)  |
| 1995-96 | Brigg Town           | 3–0   | Clitheroe                | Wembley (ancien)  |
| 1996-97 | Whitby Town          | 3–0   | North Ferriby United     | Wembley (ancien)  |
| 1997-98 | Tiverton Town        | 1–0   | Tow Law Town             | Wembley (ancien)  |
| 1998-99 | Tiverton Town        | 1–0   | Bedlington Terriers      | Wembley (ancien)  |
| 1999-00 | Deal Town            | 1–0   | Chippenham Town          | Wembley (ancien)  |
| 2000-01 | Taunton Town         | 2–1   | Berkhamsted Town         | Villa Park        |
| 2001-02 | Whitley Bay          | 1–0 * | Tiptree United           | Villa Park        |
| 2002-03 | Brigg Town           | 2–1   | A.F.C. Sudbury           | Boleyn Ground     |
| 2003-04 | Winchester City      | 2–0   | A.F.C. Sudbury           | St Andrew's       |
| 2004-05 | Didcot Town          | 3–2   | A.F.C. Sudbury           | White Hart Lane   |
| 2005-06 | Nantwich Town        | 3–1   | Hillingdon Borough       | St Andrew's       |
| 2006-07 | Truro City           | 3–1   | A.F.C. Totton            | Wembley (nouveau) |
| 2007-08 | Kirkham & Wesham     | 2–1   | Lowestoft Town           | Wembley (nouveau) |
| 2008-09 | Whitley Bay          | 2–0   | Glossop North End        | Wembley (nouveau) |
| 2009-10 | Whitley Bay          | 6–1   | Wroxham                  | Wembley (nouveau) |
| 2010-11 | Whitley Bay          | 3–2   | Coalville Town           | Wembley (nouveau) |
| 2011-12 | Dunston UTS          | 2–0   | West Auckland Town       | Wembley (nouveau) |
| 2012-13 | Spennymoor Town      | 2–1   | Tunbridge Wells          | Wembley (nouveau) |
| 2013-14 | Sholing              | 1–0   | West Auckland Town       | Wembley (nouveau) |
| 2014-15 | North Shields        | 2–1 * | Glossop North End        | Wembley (nouveau) |
| 2015-16 | Morpeth Town         | 4–1   | Hereford                 | Wembley (nouveau) |
| 2016-17 | South Shields        | 4–0   | Cleethorpes Town         | Wembley (nouveau) |
| 2017-18 | Thatcham Town        | 1–0   | Stockton Town            | Wembley (nouveau) |
| 2018-19 | Chertsey Town        | 3–1*  | Cray Valley Paper Mills  | Wembley (nouveau) |
| 2019-20 | Hebburn Town         | 3–2   | Consett                  | Wembley (nouveau) |
| 2020–21 | Warrington Rylands   | 3–2   | Binfield                 | Wembley (nouveau) |
| 2021–22 | Newport Pagnell Town | 3–0   | Littlehampton Town       | Wembley (nouveau) |
| 2022–23 | Ascot United         | 1-0   | Newport Pagnell Town     | Wembley (nouveau) |
| 2023–24 | Romford FC           | 3-0   | Great Wakering Rovers    | Wembley (nouveau) |
| 2024–25 | Whitstable Town      | 2-1*  | AFC Whyteleafe           | Wembley (nouveau) |